# Delegación de La Laja
| Delegación de La Laja    | Delegación de La Laja               |
| ------------------------ | ----------------------------------- |
| Cabecera:                | Villa Nuestra Señora de los Ángeles |
| Cabildo o Municipalidad: | - Nuestra Señora de los Ángeles     |
| Ubicación                |                                     |
|                          |                                     |

Delegación de La Laja es una división territorial de Chile. Corresponde al antiguo Partido de Isla de La Laja, que con la Constitución de 1823 cambia de denominación. Su cabecera estaba en la Villa Nuestra Señora de los Ángeles. Con la ley de 30 de agosto de 1826, que organiza la República, integra la nueva Provincia de Concepción. Con la Constitución de 1833, pasa a denominarse Departamento de La Laja.

## Límites
La Delegación de La Laja limitaba:
- Al Norte con el río de La Laja y la Delegación de Rere
- Al Este con la Cordillera de Los Andes
- Al Sur con el río Biobío.
- Al Oeste con el río Biobío y la Delegación de Lautaro